# Колбасова Поляна
Колбасова Поляна (укр. Ковбасова Поляна) — посёлок, относится к Савранскому району Одесской области Украины.
Население по переписи 2001 года составляло 89 человек. Почтовый индекс — 66204. Телефонный код — 4865. Занимает площадь 0,03 км². Код КОАТУУ — 5124355102.